# Кур, Рувим Менделевич
Рувим Менделевич Кур (1934 — 2000) — российский шахматист, мастер спорта СССР (1970).
Первый шахматист Алтая, выполнивший норму мастера спорта СССР.
Внучка Рувима Менделевича Кура – Анжелика Кур (Anjelika Kour) в настоящее время проживает в Нью-Йорке и возглавляет IT компанию "DigitalDesign.NYC" по разработке прикладных программ и Web-дизайна.

## Книги
- Кур, Р. М. Игра без эндшпиля / Р. М. Кур, В. И. Нейштадт. — Барнаул : Алтайское книжное издательство, 1984. — 167 с.
- Кур, Р. М. Сибирь шахматная / Р. М. Кур, В. И. Нейштадт, К. К. Сухарев. — Барнаул : Издательский центр АКОД «Гражданское согласие», Алтайская краевая федерация шахмат, 1995. — 222 с.